# Allégorie de la Sagesse et de la Force
Allégorie de la Sagesse et de la Force ou Sagesse et Force est un tableau de Paul Véronèse, réalisé vers 1565 à Venise, en Italie et conservé à la Frick Collection de New York. Il s'agit d'une peinture allégorique à grande échelle représentant la Sagesse divine personnifiée à gauche et Hercule, représentant la Force et les préoccupations terrestres, à droite. La Sagesse regarde vers le ciel tandis qu'Hercule regarde les bijoux en dessous de lui. Le conflit entre les affaires divines et mortelles est central dans cette peinture allégorique.

## Sujet
Ici, la virtuosité de la Sagesse divine semble triompher des désirs terrestres d'Hercule. Elle est baignée de lumière, et semble s'élever, tandis qu'Hercule se dirige vers le bas, vers une ombre plus profonde.
Le genre de l'allégorie contraste avec les tableaux bien connus de Véronèse de scènes historiques et bibliques, comme les Noces de Cana ainsi qu'avec les œuvres moins formelles d'autres peintres vénitiens de la Renaissance comme Giorgione ou Titien. Cette œuvre, ainsi que l'Allégorie de la Vertu et du Vice également conservée à la Frick Collection, est considérée comme la première de Véronèse dans ce style. Ces deux toiles sont également considérées par les érudits comme ses premières à traverser les Alpes.

## Provenance
L'Allégorie de la Vertu et du Vice et la Sagesse et de la Force ont voyagé ensemble depuis leur création, à travers de nombreux propriétaires et collections prestigieux. Pour cette raison, de nombreux érudits ont supposé que Véronèse les avait peints comme une paire. En 1970, Edgar Munhall a été le premier à suggérer qu'ils étaient simplement réalisés en même temps, et non comme des pendants. Les travaux entrepris par des chercheurs du Metropolitan Museum of Art dans les années 2000 ont confirmé que les deux avaient été réalisés individuellement. Les chercheurs ont découvert que l'artiste utilisait des matériaux différents pour les supports de chaque peinture, une composition différente des motifs et des méthodes différentes pour créer le ciel. Ces qualités les ont amenés à conclure que les peintures ont été créées comme des œuvres indépendantes, et non comme un ensemble. Cette conclusion a été étayée par l'analyse visuelle des érudits, qui ont estimé que les peintures ne se complétaient pas visuellement d'une manière qui suggérait qu'elles étaient peintes par paire.
Dès sa création à Venise, ce tableau a voyagé entre les mains de l'empereur Rodolphe II du Saint-Empire romain germanique, de la reine Christine de Suède, de la famille Odescalchi, de la célèbre collection de la maison d'Orléans de Philippe II, duc d'Orléans, puis entre les mains de divers Anglais et marchands d'art avant d'arriver à son lieu actuel dans la Frick Collection.